# Tušanjstadion
Het Tušanjstadion (Bosnisch: Gradski stadion Tušanj) is een stadion in Tuzla (Bosnië en Herzegovina). Het stadion biedt plaats aan 15.000 toeschouwers en werd geopend in 1957. Vaste bespelers van het stadion zijn voetbalclubs FK Sloboda Tuzla en FK Tuzla City. Het stadion is vernoemd naar de wijk Tušanj in de stad Tuzla.

## Geschiedenis
Het stadion werd gebouwd tussen 1947 en 1957. Door de grote impact van de Tweede Wereldoorlog op Joegoslavië duurde de bouw tien jaar. De eerste wedstrijd in het stadion vond plaats op 4 augustus 1956 tussen FK Sloboda en FK Željezničar Sarajevo, toen het stadion nog niet af was. De officiële opening werd gehouden op 28 juli 1957 met een vriendschappelijke wedstrijd van Sloboda tegen NK Zagreb. Onder toeziend oog van 10.000 toeschouwers won Sloboda met 5–2. In 1979 werden stadionlampen rond het veld geïnstalleerd. Begin jaren '90 waren er plannen voor een uitbreiding van het stadion, maar deze vonden geen doorgang door de Bosnische Burgeroorlog.
Rondom het veld ligt een atletiekbaan, die in 2002 werd aangelegd. Door de bouw van een nieuwe tribune en de inzet van sneeuwschuivers in de winter verkeert de atletiekbaan in slechte staat door achterstallig onderhoud. De bouw van deze nieuwe tribune begon in 2009 en werd in 2014 gerealiseerd en bracht de capaciteit van 10.000 naar de huidige 15.000. In de periode tussen 2012 en 2014 werden er pal naast het stadion kunstgras trainingsvelden aangelegd. In 2014 werd een sproei-installatie in het stadion geïnstalleerd. In 2018 verhuisde ook FK Tuzla City naar het Tušanjstadion.

## Interland
Het Bosnisch voetbalelftal speelde een interland in het stadion.
| 1 | 4 september 2014 | Bosnië en Herzegovina – Liechtenstein | 3 – 0 | Vriendschappelijk | 8.000 |

## Afbeeldingen

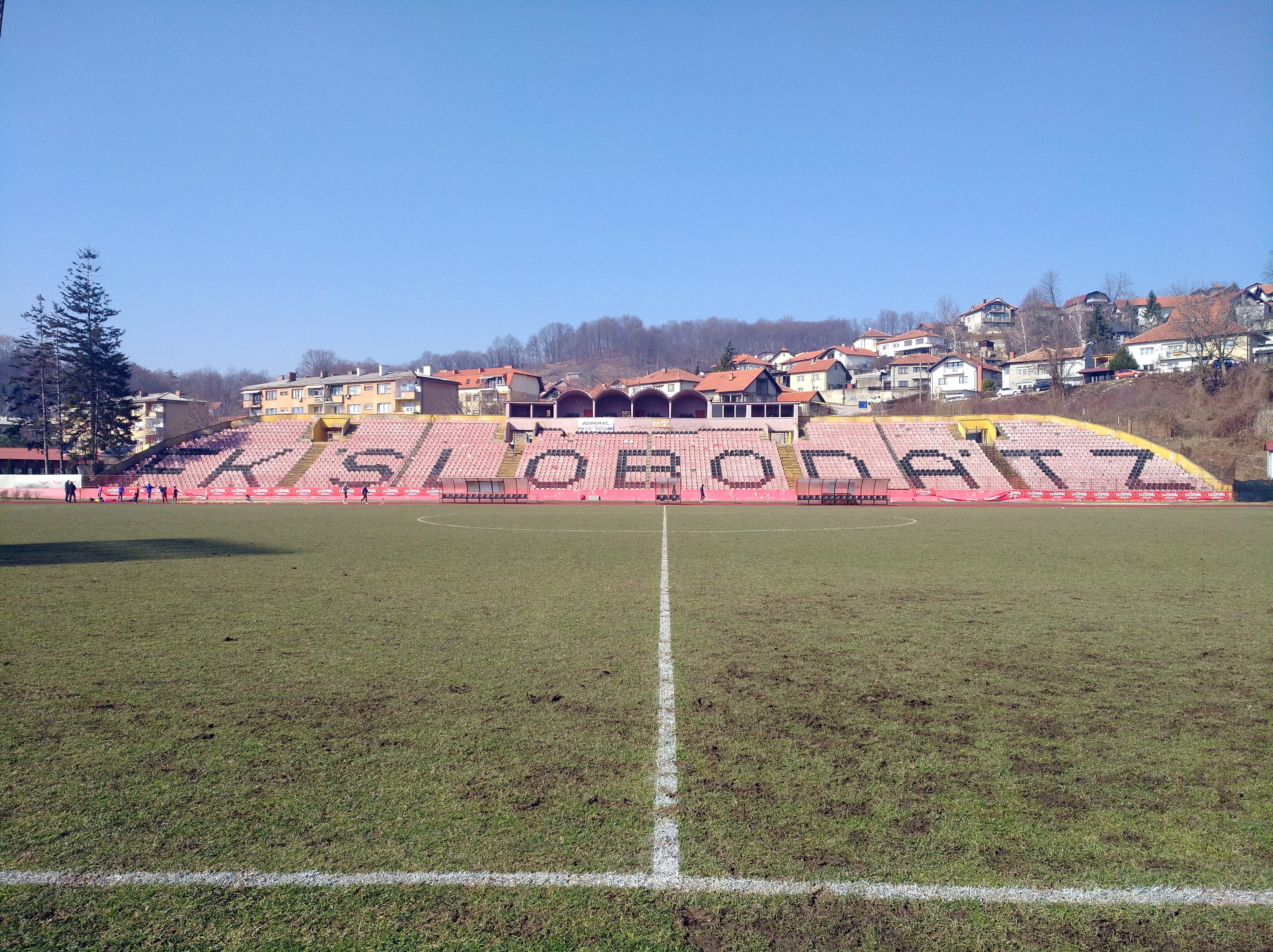
Onoverdekte tribune aan de lange zijde van het veld
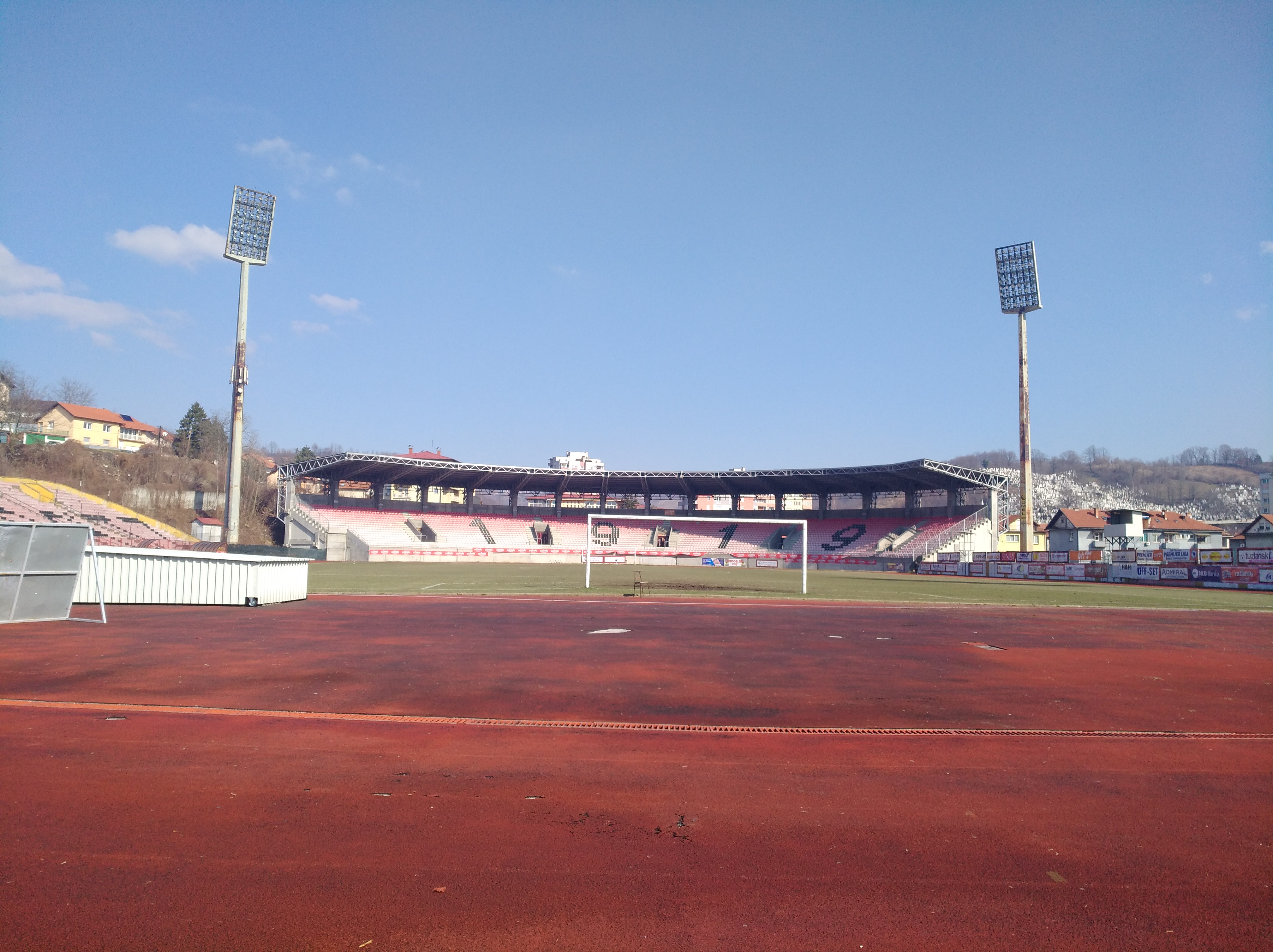
Meest recent bijgebouwde overdekte tribune